# Дандас, Лоуренс, 2-й маркиз Зетленд

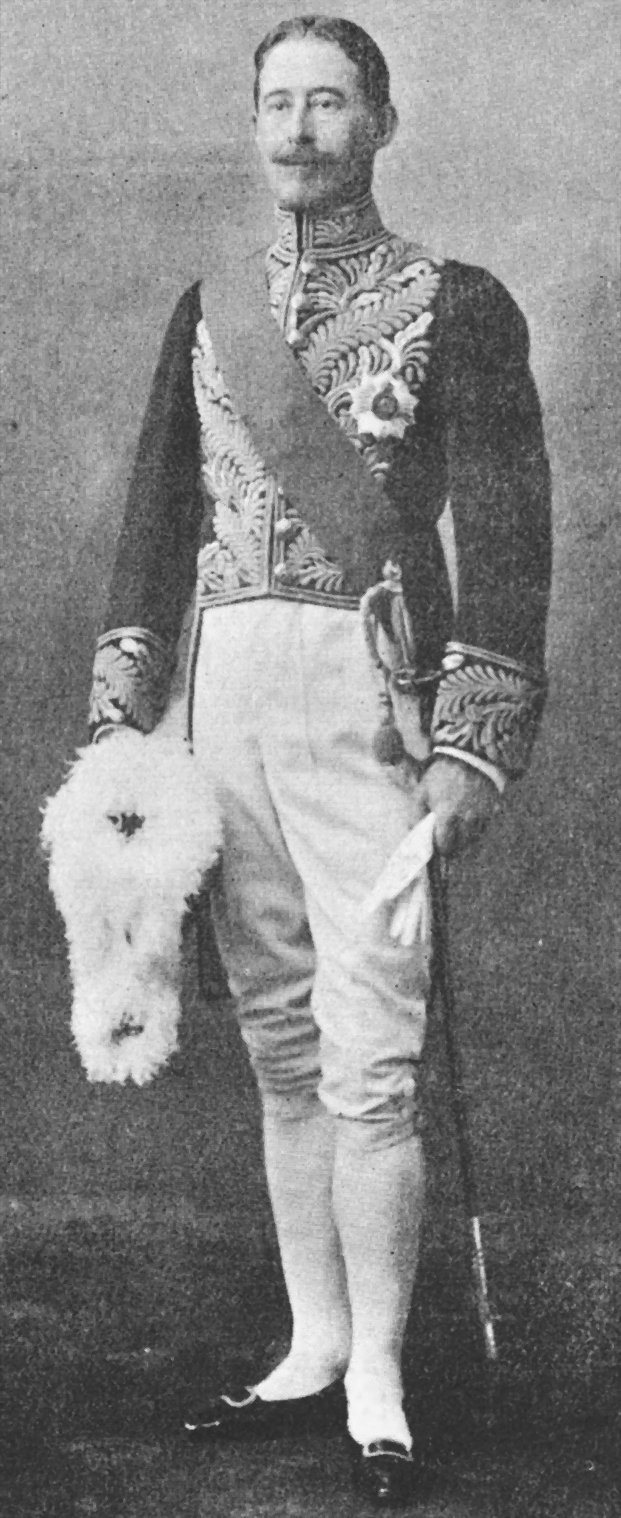
Лорд Рональдсей, губернатор Бенгалии (1917—1922).

Лоуренс Джон Ламли Дандас, 2-й маркиз Зетленд (англ. Lawrence Dundas, 2nd Marquess of Zetland; 11 июня 1876 — 6 февраля 1961) — британский аристократ и консервативный политик, который был известен как лорд Дандас с 1876 по 1892 год и граф Рональдсей с 1892 по 1929 год. Эксперт по Индии, он занимал пост министра по делам Индии в конце 1930-х годов.

## История и образование
Родился 11 июля 1876 года в Лондоне. Второй сын Лоуренса Дандаса, 1-го маркиза Зетленда (1844—1929), и леди Лилиан Селины Элизабет Ламли (1851—1943), дочери Ричарда Ламли, 9-го графа Скарборо. Он получил образование в школе Харроу и Тринити-колледже (Кембридж). В Кембридже он был членом Университетского клуба Питта.

## Политическая карьера

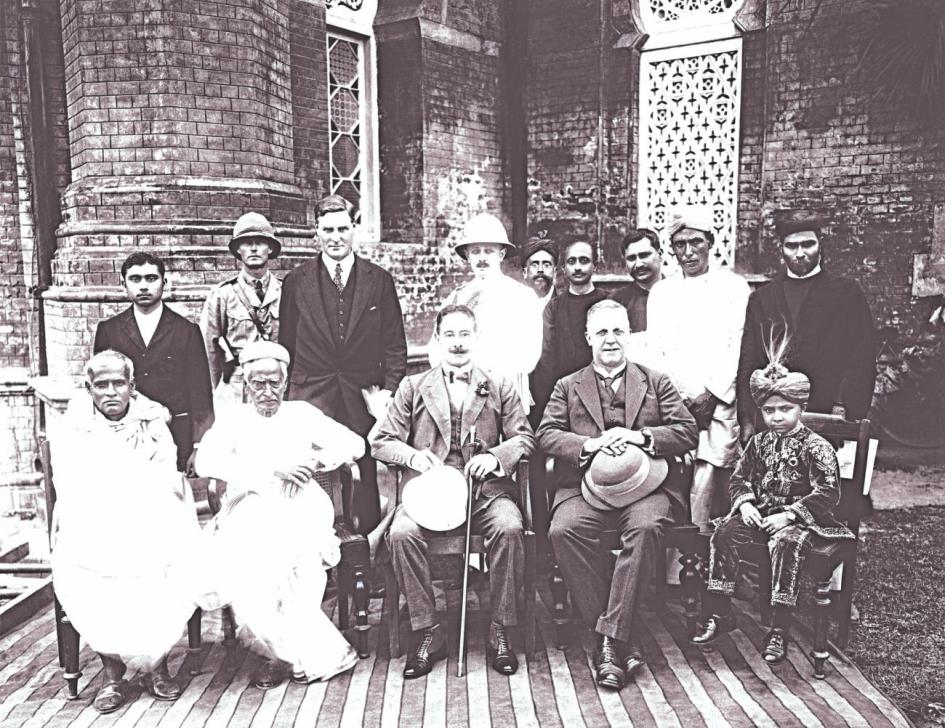
Лорд Рональдсей, губернатор Бенгалии, в Дакке (1919)

В 1900 году лорд Рональдсей стал адъютантом лорда Керзона, вице-короля Индии. Работая на Керзона в Индии, Лоуренс Дандас много путешествовал по Азии, приобретая опыт, который позже послужит основой для его вымышленных и не вымышленных произведений.
Лорд Рональдсей был избран в Палату общин от Хорнси в 1907 году, место, которое он занимал до 1916 года. Большая часть его общественной карьеры была сосредоточена на Британской Индии. В сентябре 1912 года он был назначен (вместе с лордом Ислингтоном, Гербертом Фишером, судьей Абдуром Рахимом и другими) членом Королевской комиссии по государственным службам Индии в 1912—1915 годах. Он был губернатором Бенгалии с 1917 по 1922 год и государственным секретарем Индии с 1935 по 1940 год. Хотя он был членом Консервативной партии, он считал, что индийцам следует разрешить брать на себя постоянно растущую ответственность за управление страной, достигающую высшей точки в статусе (которым пользуются Канада, Австралия и другие ранее самоуправляющиеся части Британской империи).
Зетленд сыграл важную роль в затяжных переговорах, которые привели к принятию Закона о правительстве Индии 1935 года, который, при условии непримиримого противодействия Уинстона Черчилля и «несгибаемых» всему, что могло поставить под угрозу прямое британское правление Индией, начал претворять в жизнь эти идеалы.
Маркиз Зетленд также был автором: Рэб Батлер, который служил его парламентским заместителем министра по делам Индии, записывает, что он спросил, как он мог лучше понять мысли своего начальника о будущем Индии, и получил ответ: «Читайте мои книги!» Зетленд держал Батлера, который помог принять Закон о правительстве Индии и пользовался большим влиянием при предшественнике Зетленда Сэмюэле Хоре, на расстоянии вытянутой руки, требуя, чтобы он заранее записался на прием, если хотел его видеть. Батлер продолжал служить под его началом еще два года, но посвятил этому периоду всего один абзац в своих мемуарах.
Лорд Зетленд идеально подходил на роль министра по делам Индии для реализации нового закона, хотя два вице-короля, с которыми он служил, лорды Уиллингдон и Линлитгоу, были гораздо менее идеалистичны, чем он. В конце концов, Уиллингдон и Линлитгоу оказались правы, когда партия Конгресса выиграла провинциальные выборы 1937 года, к большому разочарованию Зетленда. Срок Зетленда на посту министра — и эксперимент с демократией, представленный в Законе 1935 года, — подошли к концу, когда Черчилль занял пост премьер-министра в 1940 году: Зетленд затем подал в отставку, чувствуя, что его идеи и взгляды Черчилля в отношении Индии настолько отличаются, что «Я мог закончить только тем, что стал для него позором». За два месяца до этого, 13 марта 1940 года, Зетленд был одним из четырех человек, в которых стрелял в Кэкстон-холле индийский националист Удхам Сингх; бывший вице-губернатор Пенджаба Майкл О’Дуайер был убит. Зетленд получил только синяк на ребрах (пуля была найдена в его одежде) и смог занять свое место в Палате лордов через пять дней.
Маркиз Зетленд, который, как было известно, поддерживал хорошие отношения между Великобританией и Германией, был связан с Англо-германским братством в конце 1930-х годов.
Маркиз Зетленд был приведен к присяге Тайным советом в 1922 году и стал рыцарем Ордена Подвязки в 1942 году. Он также носил государственный меч на коронации Георга VI в 1937 году и был лордом-лейтенантом Норт-Райдинг Йоркшира с 1945 по 1951 год. Он был избран президентом Королевского географического общества в 1922 году и президентом Королевского Азиатского общества Великобритании и Ирландии в 1928—1931 годах. С 1932 по 1945 год он был председателем Национального фонда.

## Семья
3 декабря 1907 года Лоуренс Дандас женился на Сайсели Арчдейл (1886 — 11 января 1973), дочери полковника Мервина Генри Арчдейла и Мэри де Бат. Маркиз Зетленд проживал в Снельсморе в Чивли в Беркшире. Маркиз Зетленд скончался в феврале 1961 года в возрасте 84 лет, и ему наследовал его сын Лоуренс Дандас, 3-й маркиз Зетленд. Маркиза Зетленд умерла в январе 1973 года. У них было пятеро детей:
- Лоуренс Олдред Мервин Дандас, 3-й маркиз Зетленд (12 ноября 1908 — 5 октября 1989), старший сын и преемник отца
- леди Виола Мэри Дандас (4 января 1910 — 21 марта 1995), незамужняя
- леди Лавиния Маргарет Дандас (31 декабря 1914 — 4 января 1974), 1-й муж (с 1939 года) — Джон Криг Роджерсон (1894—1945), 2-й муж (с 1947 года) — Джек Грин (? — 1961), 3-й муж (с 1962 года) — бригадир Фрэнсис Уайлд Сандарс (? — 1986)
- леди Джин Агата Дандас (4 мая 1916 — 13 мая 1995), она стала женой в 1939 году Гектора Лоренцо Кристи (1907—1969), от брака с которым у неё было двое детей.
- лорд Брюс Томас Дандас (18 октября 1920 — 24 февраля 1942), убит на действительной службе.